# 重要事項説明
重要事項説明（じゅうようじこうせつめい）とは、売買契約・貸借契約・委託契約に際して重要事項説明書に基づき、契約に関する重要事項を消費者に対し説明すること。宅地建物の取引、保険の販売、マンションの委託契約、建築設計契約などに重要事項の説明がある。

## 重要事項説明の意義
概して「契約前」に行われるものが重要事項の説明であり、当該契約を締結するか否かを判断する為のものである。
又、契約をめぐる紛争の殆どは「そんなことは聞いてない」という事から発生する。この「聞いてない」の殆どが重要事項の説明に関係する事であり、本当に「聞いてない」という場合もあれば「聞いたけど忘れた」、「聞いたかもしれないけど良く理解できなかった」など理由はさまざまである。このような「聞いてなかった」という事を原因とする紛争を防止する為に「重要事項説明書」を説明し、且つ「確かに重要事項の説明を聞いた」という意味で消費者は重要事項説明書に記名をする。

## 概要

### 宅地建物取引業による重要事項説明
宅地建物の取引において、宅地建物取引業者が宅地建物取引士をして取引当事者に対して契約上重要な事項を説明することをいう。また、その際に、説明の内容を記載して当事者に交付する書面を、重要事項説明書という。宅地建物取引業法第35条に規定されているため、業界用語で「35条書面」と呼ばれる。
重要事項説明を必要とするのは、宅地建物取引業者が自ら売主として取引する場合、および不動産取引を代理・媒介する場合であり、その説明は、売買契約や賃貸借契約が成立するよりも前に行なわなければならない。また、宅建業者は、宅地建物取引士をして説明に当たらせなければならず、説明する重要事項をすべて書面に記載し、宅地建物取引士よりその書面（重要事項説明書）を交付する必要がある。代理・媒介などで複数の宅建業者が関与する取引の場合は、それぞれの宅建業者が、それぞれの立場から重要事項の説明をする義務を負う。
説明に当たる宅地建物取引士は、
1. 重要事項の説明に際して相手方から請求がなくとも宅地建物取引士証を提示なければならない。
2. 交付する書面に宅地建物取引士が記名しなければならない。また、これらの手続きは、相手方が同意した場合でも省略することはできない。たとえ相手方が重要事項を熟知している宅建業者であっても同様である。

説明を要する事項は、売買か賃貸かなどの取引内容に応じて異なるが、大きく分けて下記に関する事項とされている。
1. 取引対象不動産の権利関係
2. 取引対象不動産に係る法令上の制限
3. 取引対象不動産の状態やその見込み
4. 契約の条件

重要事項説明は、不動産の特性や取引の形態に起因して取引当事者に不利益が発生することを防ぐための仕組みとされ、その適正な実施が強く求められている。また取引の「判断材料」となる各種法令は、法律が制定された時点では70～80項目程度であったものが、建築規制や土地利用規制に係る法令の改正やこれまで見られなかった紛争事例の発生、消費者意識の高まりなど社会経済情勢の変化等を受けて説明項目が増加し、現状では300項目を上回る内容となっている[7]。説明項目は年々増加する傾向にあるが、これは消費者保護の観点から、社会経済状況の変化や法令等の制定、改正に伴い説明すべき事項が増加することはやむを得ないものとされる。

### 賃貸住宅管理業、特定転貸事業者（サブリース事業者）による重要事項説明
賃貸住宅管理業者は、管理受託契約を締結しようとするときは、管理業務を委託しようとする賃貸住宅のオーナー（専門的知識及び経験を有する者を除く。）に対し、当該管理受託契約を締結するまでに、管理受託契約の内容及びその履行に関する事項について、書面を交付して説明しなければならない。法第１３条に基づく説明（重要事項説明）は、業務管理者によって行われることは必ずしも必要ではないが、業務管理者又は一定の実務経験を有する者など専門的な知識及び経験を有する者が行うことを推奨している。なお、管理受託契約重要事項説明は、オーナーから委託を受けようとする賃貸住宅管理業者自らが行う必要があることに留意すること。
また、サブリース事業において、オーナーとなろうとする者は、賃貸住宅を賃貸する事業の経験・専門知識に乏しい者が多く、サブリース業者との間では、経験・専門知識等に大きな格差がある。サブリース業者の中には、このような格差を利用し、将来的な家賃の減額等が生じる可能性があるにもかかわらず、マスターリース契約の締結に当たり、家賃改定条件、契約解除条件等について、オーナーとなろうとする者に十分な説明を行わず、契約内容を誤認させたまま、契約を締結させる悪質業者が存在し、オーナーとの間で大きなトラブルが多発している。このため、オーナーとなろうとする者が契約内容を正しく理解した上で、適切なリスク判断のもと、マスターリース契約を締結することができる環境を整えるため、本法では、サブリース業者に対し、契約締結前に、オーナーとなろうとする者に書面を交付し、説明することを義務づけている。

### マンション管理業による重要事項説明
管理組合との間で、管理委託契約を締結する際には、マンション管理業者は、契約締結前の重要事項説明を管理業務主任者に行なわせる義務がある（マンション管理適正化法第72条）。

### 工事監理契約による重要事項説明
2008年11月28日から施行された改正建築士法によって設計・工事監理契約を締結する場合は、その契約締結前にあらかじめ、建築主に対し重要事項の説明を行うことが義務づけられた。説明を行う建築士は、自らの建築士免許証を提示してこれを行わなければならない。
重要事項としては、作成する設計図書の種類、工事と設計図書との照合方法、工事監理の実施状況に関する報告方法、担当する建築士の氏名、報酬の額や支払いの時期、契約の解除に関する事項などがあげられる。また、再委託などにより設計等の業務が重層化しているなかで、業務を再委託している建築士の情報が明確ではないなど、業務実施体制が適切に行われていないケースが見られることから再委託先を明確にすることも含まれる。
設計業務の一部の再委託としては、構造や設備の設計もあげられる。建築技術の高度化に伴い、構造や設備など分野ごとの分業化が進むなかで、構造や設備の設計業務そのものを再委託しているにもかかわらず、納品される設計図書には元請建築士のみの記名しかなく、建築士の責任分担が不明確になっていることへの対策にもなっている。

## 具体的な内容

### 宅地建物取引業による重要事項の説明内容
売買・賃貸ともに説明必要な事項
- 登記された権利の種類･内容、登記名義人、登記簿の表題部に記録された所有者の氏名
- 都市計画法、建築基準法その他の法令に基づく制限[注 3]
- 私道に関する負担等に関する事項（建物の賃貸借の場合は不要）
- 飲用水･ガス･電気の供給施設、排水施設の整備の状況（整備されていない場合はその整備の見通し及びその整備についての特別の負担に関する事項）
- 物件が工事の完了前のものであるときは、工事完了時における形状、構造等の事項（図面が必要な場合は図面を添付）
- 物件が宅地造成及び特定盛土等規制法により指定された造成宅地防災区域内にあるときは、その旨
- 物件が土砂災害警戒区域等における土砂災害防止対策の推進に関する法律により指定された土砂災害警戒区域内にあるときは、その旨
- 物件が津波防災地域づくりに関する法律により指定された津波災害警戒区域内にあるときは、その旨
- 建物の石綿（アスベスト）使用調査の内容
- 建物（昭和56年6月1日以降に新築工事に着手したものを除く）が建築物の耐震改修の促進に関する法律に規定する耐震診断を受けたものであるときは、その内容
- 代金、交換差金及び借賃以外に授受される金銭の額及び授受の目的
- 契約の解除に関する事項
- 損害賠償額の予定または違約金に関する事項
- 支払金または預り金[注 4]を受け取る場合に保全措置を講ずるかどうか、及び講ずる場合の概要
- 代金又は交換差金に関する金銭の貸借の斡旋の内容及び斡旋に係る金銭の貸借が成立しないときの措置
- 宅建業者が保証協会の社員でない場合は、営業保証金を供託した主たる事務所の最寄りの供託所及びその所在地（35条の2）[注 5]
- 宅建業者が保証協会の社員である場合は、社員である旨、当該一般社団法人の名称、住所及び事務所の所在地並びに供託所及びその所在地（35条の2）

売買の際に説明必要な事項
- 建物が住宅の品質確保の促進等に関する法律に規定する住宅性能評価を受けた新築住宅であるときは、その旨
- 手付金等を受領しようとする場合における保全措置を講ずるかどうか、及び講ずる場合の概要
- 瑕疵担保責任の履行に関する保証保険契約の締結時の措置の概要
- 割賦販売の場合、現金販売価格・割賦販売価格、引渡までに支払う金銭の額・賦払金額・支払時期と方法
- 歴史的風致形成建造物の増築、改築、移転または除却をしようとする場合と変更する場合、30日前までに市町村長に届出る旨
- 歴史的風致維持向上地区計画の区域内で、土地の区画形質の変更、建築物等の新築、改築または増築その他政令で定める行為およびそれを変更しようとする場合は、30日前までに市町村長に届出る旨

賃貸の際に説明必要な事項
- 台所、浴室、便所その他の当該建物の設備の整備の状況
- 契約期間及び契約の更新に関する事項
- 借地借家法に規定する長期定期借地権、定期建物賃貸借の設定、もしくは高齢者の居住の安定確保に関する法律に規定する終身建物賃貸借をしようとするときは、その旨
- 用途その他の利用に係る制限に関する事項
- 敷金その他契約終了時において精算することとされている金銭の精算に関する事項
- 管理が委託されているときは、その委託を受けている者の氏名及び住所
- 契約終了時における当該宅地の上の建物の取壊しに関する事項を定めようとするときは、その内容

区分所有建物の場合に追加で説明する事項（賃貸の場合は1，2のみ）
1. 専有部分の用途その他利用の制限に関する規約の定め（案も含む）があるときはその内容（案もない場合は説明不要）
2. 一棟の建物およびその敷地の管理が委託されているときは、その委託を受けている者の氏名及び住所（委託業務の内容は説明不要）
3. 一棟の建物の敷地に関する権利の種類、内容
4. 共用部分に関する規約の定め（案も含む）があるときは、その内容
5. 一棟の建物またはその敷地の一部を特定の者にのみ使用を許す旨の規約の定め（これに類するもの及び案を含む）があるときはその内容
6. 一棟の建物の計画的な維持修繕のための費用の積立てを行う旨の規約の定め（案を含む）があるときはその内容とすでに積立てられている額（滞納している者がいるときはその旨も）
7. 建物の所有者が負担しなければならない通常の管理費用の額
8. 一棟の建物の計画的な維持修繕のための費用、通常の管理費用、その他建物の所有者が負担しなければならない費用を特定の者のみ減免する旨の特約の定め（案を含む）があるときは、その内容
9. 一棟の建物の維持修繕の実施状況が記録されているときは、その内容（記録が保存されていない場合は、その旨）

### 賃貸住宅管理業、特定転貸事業者（サブリース事業者）による重要事項の説明内容
賃貸住宅管理業
- 管理受託契約を締結する賃貸住宅管理業者の商号、名称又は氏名並びに登録年月日及び登録番号
- 管理業務の対象となる賃貸住宅
- 管理業務の内容
- 管理業務の実施方法
- 管理業務の一部の再委託に関する定めがあるときは、その内容
- 責任及び免責に関する定めがあるときは、その内容
- 法第二十条の規定による委託者への報告に関する事項
- 契約期間に関する事項
- 報酬、支払時期及び方法に関する事項
- 賃貸住宅の入居者に対する③,④の周知に関する事項
- ⑨の報酬に含まれていない管理業務に関する費用の内容
- 契約の更新又は解除に関する定めがあるときは、その内容

特定転貸事業者（サブリース事業者）
- マスターリース契約を締結するサブリース業者の商号、名称又は氏名及び住所
- マスターリース契約の対象となる賃貸住宅
- 契約期間に関する事項
- マスターリース契約の相手方に支払う家賃の額、支払期日、支払方法等の条件並びにその変更に関する事項
- サブリース業者が行う賃貸住宅の維持保全（※） の実施方法
- サブリース業者が行う賃貸住宅の維持保全に要する費用の分担に関する事項
- マスターリース契約の相手方に対する維持保全の実施状況の報告に関する事項
- 損害賠償額の予定又は違約金に関する事項
- 責任及び免責に関する事項
- 転借人の資格その他の転貸の条件に関する事項
- 転借人に対する⑤の内容の周知に関する事項
- マスターリース契約の更新及び解除に関する事項
- マスターリース契約が終了した場合におけるサブリース業者の権利義務の承継に関する事項
- 借地借家法その他マスターリース契約に係る法令に関する事項の概要

### マンション管理業による重要事項の説明内容
- マンション管理業者の商号又は名称、住所、登録番号及び登録年月日
- 管理事務の対象となるマンションの所在地に関する事項
- 管理事務の対象となるマンションの部分に関する事項
- 管理事務の内容及び実施方法（法第76条 の規定により管理する財産の管理の方法を含む）
- 管理事務に要する費用並びにその支払の時期及び方法
- 管理事務の一部の再委託に関する事項
- 保証契約に関する事項
- 免責に関する事項
- 契約期間に関する事項
- 契約の更新に関する事項
- 契約の解除に関する事項

### 工事監理契約による重要事項の説明内容
- 建築士事務所の名称及び所在地
- 建築士事務所の開設者の氏名
- 対象となる建築物の概要
- 設計と工事監理業務に従事することとなる建築士の氏名・資格
- 設計図書の種類
- 工事と設計図書との照合・確認の方法
- 工事監理の実施の状況に関する報告の方法
- 報酬の額および支払いの時期
- 契約の解除に関する事項

設計・工事監理の一部を再委託する場合
- 受託者が開設している設計事務所の名称、及び開設者氏名
- 再委託する設計・工事監理の概要